# N. H. Bravo
N. H. Bravo war ein französischer Hersteller von Automobilen.

## Unternehmensgeschichte
Das Unternehmen aus Clichy begann 1900 mit der Produktion von Automobilen. Im gleichen Jahr endete die Produktion bereits wieder.

## Fahrzeuge
Das Unternehmen stellte zwei Modelle her. Für den Antrieb sorgten Motoren aus eigener Fertigung. Der schwächere Motor leistete entweder 5 PS oder 6 PS, und der stärkere 8 PS. Die offene Karosserien boten Platz für sechs Personen.